# Es wär’ so schön gewesen
Es wär’ so schön gewesen ist eine kurze, deutsche Stummfilmkomödie aus dem Jahre 1910 mit Arnold Rieck.

## Handlung
Louis, ein von seinem vorgesetzten Offizier getriezter Rekrut, träumt von einem Rollenwechsel. Nun ist er der Schleifer und darf die einfachen Soldaten scheuchen. Aber in seinem Traum sind es nicht Männer, die er herumkommandiert, sondern vielmehr gut gebaute Frauen, die beim Exerzieren ihre strammen Waden zeigen. Als das Strafexerzieren seinem erotischen Höhepunkt entgegenschreitet, wird er vom Spieß unsanft in die Wirklichkeit zurückgeholt. Der Rekrut erwacht und denkt sich: „Es wär’ so schön gewesen!“.

## Produktionsnotizen
Es wär’ so schön gewesen ist ein typisches Beispiel für einer der ersten deutschen Militärkomödien des Kaiserreichs. Der damals populäre Komiker und Varietékünstler Arnold Rieck absolvierte hier einen seiner frühesten Filmauftritte.
Gedreht wurde im Vitascope-Atelier in der Markgrafenstraße Nr. 94. Der 275 Meter lange Kurzfilm passierte am 23. Juli 1910 die Zensur und wurde am 24. September 1910 uraufgeführt.
Wer Regie geführt hat, ist derzeit nicht bekannt.

## Kritik
In der Einschätzung dieses Films hieß es fast ein Jahrhundert später: „Es wär’ so schön gewesen ist ein erotischer Rekrutentraum“.